# Minstrel show

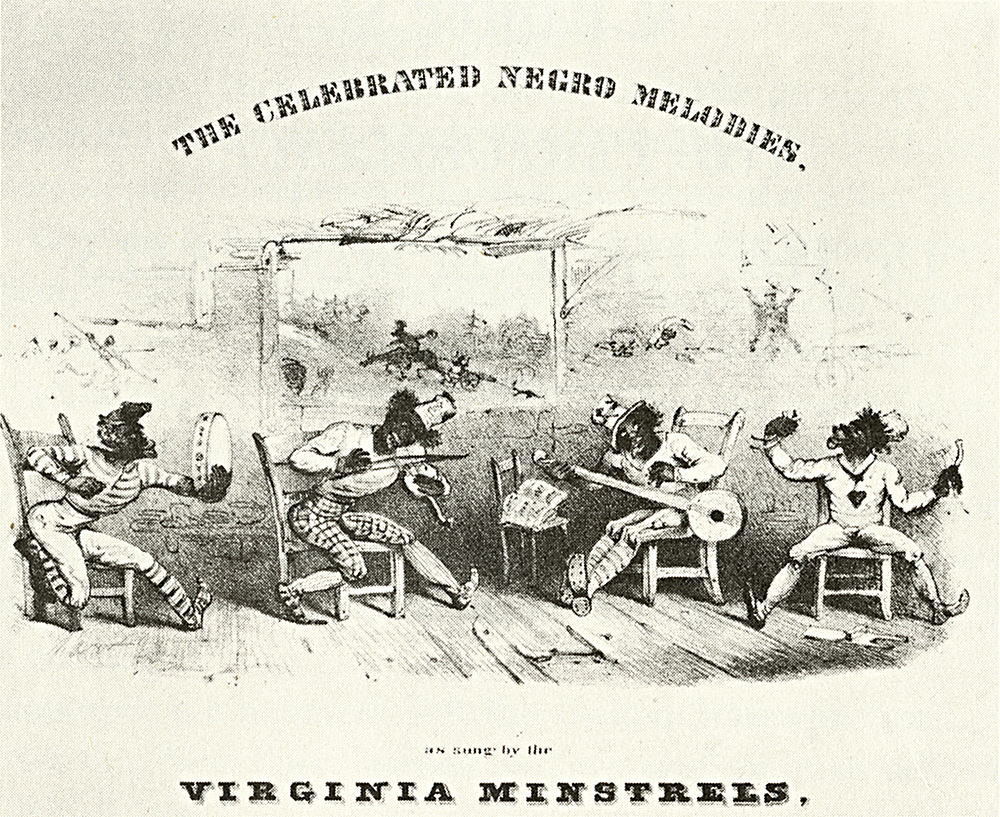
Az Ünnepelt néger dallamok a Virginia Minstrels előadásában borítója, 1843

Minstrel show (minstrel, minstrelsy, vagy blackface minstrelsy) névvel a népi zenésszínjátéknak az amerikai változatát illették, ezt tekintik az első Amerikában született zenés színháznak. A minstrel showk szereplői lazán meghatározott cselekményváz alapján rögtönöztek, az egész játék eredetileg voltaképpen egy nagy közös improvizációnak tekinthető.  Alapja a különböző sztereotípiák komikus bemutatása, köztük a faji sztereotípiáké is. Megszületésekor megjelenik benne a karikatúraszerűen beállított, ostoba, de életvidám néger alakja, akit feketére festett arccal fehér előadó játszott. Ugyanakkor ennek fordítottjaként a minstrelekben később felbukkannak néger előadók is, akik a fehérek ruháiban imitálták gazdáik viselkedését, pipiskedő modorát, majd megszülettek a tisztán feketékből álló együttesek is.
A középkori, európai gyökerű intézmény Észak-Amerikában a 19. század elején kelt új életre és a 19. sz. második felében élte virágkorát. A minstrel showk igen népszerűnek számítottak mind a fehér, mind a fekete lakosság körében. 

## Története

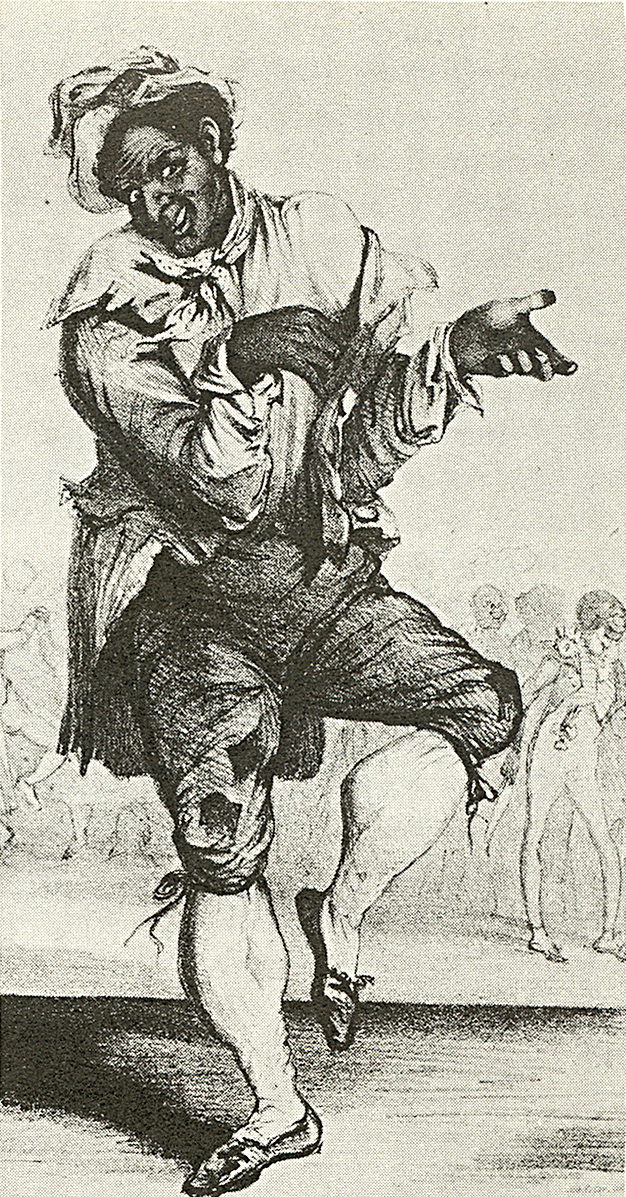
Thomas D. Rice, a népszerű minstrel előadó a "Sich a Getting Up Stairs" c. dal kottaborítóján, 1830-as évek

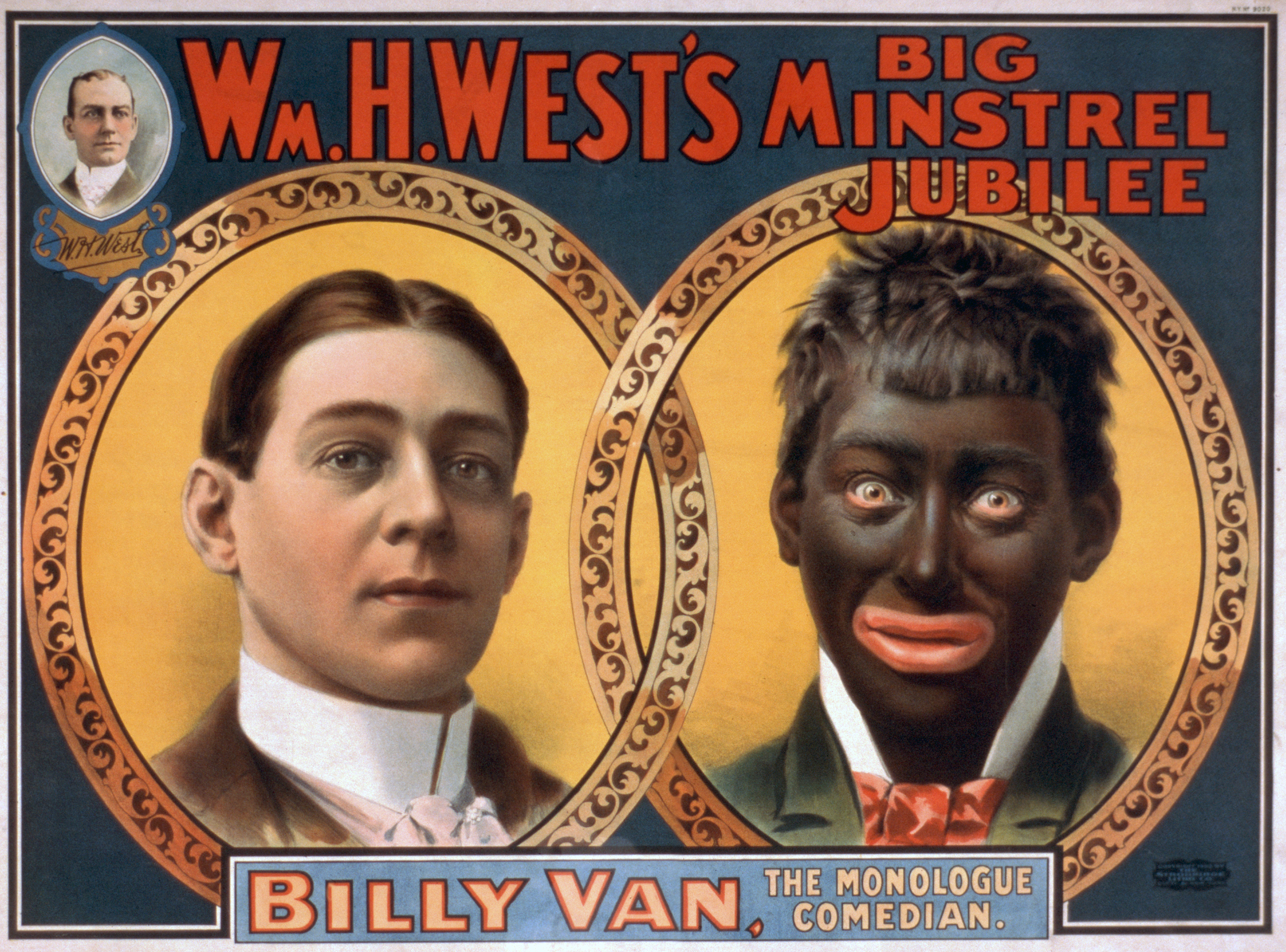
Egy 1900-as minstrel show plakát, ez jól mutatja a fehérek és feketék ábrázolását a minstrel showban.

Az úgynevezett minstrel társulatoknak és az általuk előadott minstrel shownak a gyökerei a 16. század európai színjátszására, a commedia dell’artéra vezethető vissza. Az európai színjátszásban mintegy két évszázadon keresztül jelenlévő, rögtönzésre épülő forma főképp Itáliában virágzott. Az előadások laza cselekményvázra épültek, ahol csak jelzésszerűen rögzítették a szereplők teendőit, párbeszédeit, a komikum elemeit. A rögtönzést a visszatérő cselekménysémák és jellemtípusok könnyítették meg. A darabok az improvizációk miatt váltak izgalmassá, egyedivé és megismételhetetlenné.
Ez a vásári komédia a 18. és a 19. század fordulóján Észak-Amerikában kelt új életre.  Az egymástól nagy távolságra, egyszerű körülmények között élő telepeseknek a minstrelsy jelentette a zenével és a színjátszással való egyetlen kapcsolatot. Az egy személy, vagy kis csoport által előadott, dalokból, apró magánjelenetekből álló műsorba itt már a karikírozott néger alakja is bekerült. Az előadó feketére festette az arcát és néger argóval beszélt.  Fekete rabszolgák is játszották fehér gazdáik szórakozására, később a spontán szerveződött társulatok különböző közösségi összejöveteleken is felléptek, és egyre többször jelentek meg immár a feketék ünnepein is, vagy különböző vásárokon. Majd olyan népszerűek lettek, hogy a megszületett társulatok településről településre járva „professzionális” szórakoztatókká váltak. 
Egy időben annak ellenére – vagy talán éppen amiatt –, hogy ezek a társulatok igen népszerűek voltak a néger lakosság körében is, hivatalosan nem engedélyezték, sőt, tiltották a fekete minstrel csoportok működését. Játékengedélyt véglegesen csak a rabszolga-felszabadítás után kaptak. A tiltás időszakában a fehérek éltek a szórakoztatásnak ezzel a formájával, magukat feketére maszkolva imitálták a feketéket.

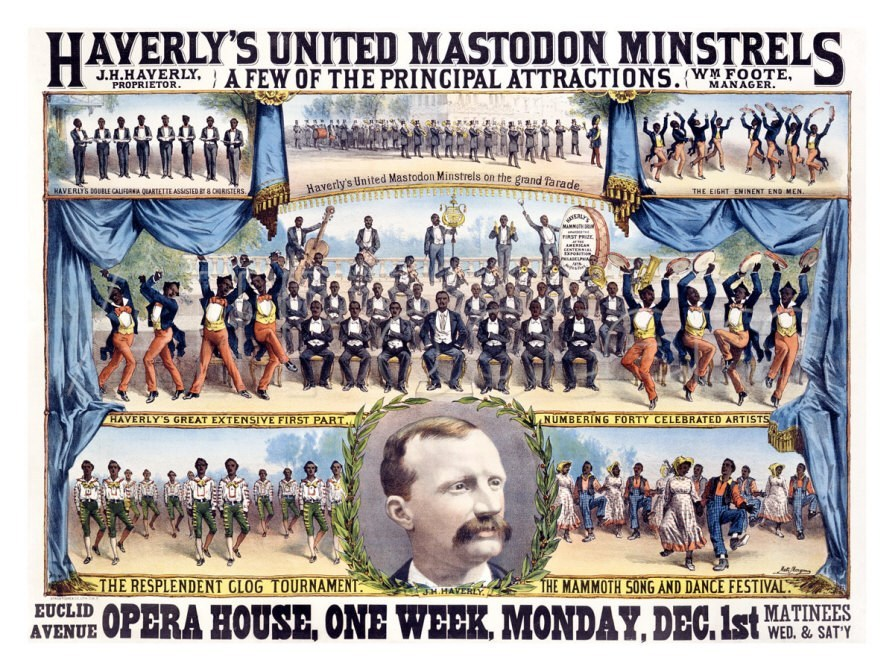
Az egyik népszerű minstrel társulat, a Haverly's United Mastodon Minstrels plakátja

Az 1848 körüli időkre a minstrel show nemzeti populáris művészeti formává nőtte ki magát, melynek fénykora 1848-ban kezdődött, amikor az első többtagú, állandó minstrel társulat megalakult, a Dan Emmett vezette Virginia Minstrels. Ez a négytagú együttes már tervszerűen megosztott szerepekkel, hangszerekkel és kosztümökkel működött. A műfaj az 1850-es ’70-es évek között hatalmasat fejlődött, és nem ritkán 100 tagú együttesek alakultak, mint pl. a J. H. Haverly menedzselte United Mastodon Minstrels. A korai afroamerikai minstrel csoportok egy részét idővel megvásárolták fehér menedzserek, köztük a Georgia Minstrels, amelyik 1866-ban sikerrel turnézott Angliában is.
A minstrel az 1900-as évek elején kezdett átszivárogni Európa nagyobb kikötővárosain keresztül az egész kontinensre, minstrel társulatok feltűntek az európai vásárokon, tengerparti üdülőhelyek parti sétányain, parádéztak az utcán, vagy hotelek előtt. Az európaiak lelkesedéssel
fogadták, „mint az új világ egy friss ígéretét”. Debussyre is hatással volt az amerikai-angol szórakoztatózene, köztük a minstrel is, egyik zongoraprelűdje (Minstrels - Vándorkomédiások) is erre vall.
A 19. sz. végétől az Egyesült Államokban a minstrel showk népszerűsége fokozatosan hanyatlott, a professzionális szórakoztatás szerepét az 1910-es évektől immár átvette a  vaudeville, ill. helyet kapott a modern revü, valamint a broadway show, habár amatőr társulatok még egészen az 1960-as évekig is előadtak minstreleket.

## Karakterek

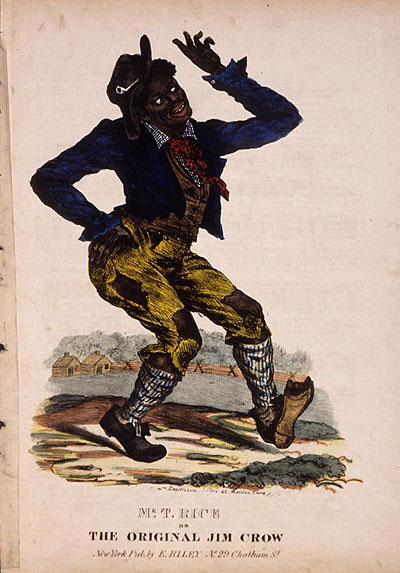
Jim Crow alakja, a fekete rabszolga archetípusa, az ismert minstrel előadó, Thomas D. Rice által népszerűsített dal kottaborítóján, kb. 1832

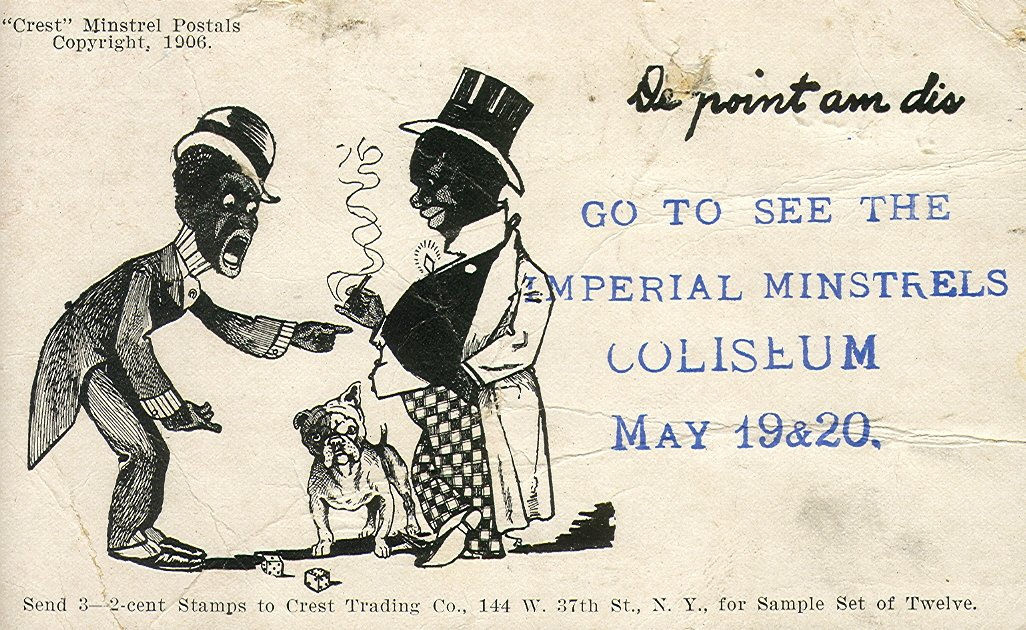
A dandy típusa egy 1906-os képeslapon

A minstrel show tipikus karakterei között megtalálható a néger rabszolga, gyakran Jim Crow gúnynévvel, ellenpontjaként a pipiskedő dandy, továbbá a provokatív mulatt, vagy a néger katona alakja. Némely minstrelben karikíroztak különböző bevándorló csoportokat is, kínaiakat, japánokat, vagy íreket, németeket.  A női karaktereket – mammy, nagynéni – majdnem mindig férfiak játszották.
A show általában két részből állt, elsőfelében dalok, tréfák, másodikfelében varietészámok, jelenetek váltakoztak. A század végére kialakult minstrel show formája immár háromrészes. Az első részben a félkörben felsorakozott szereplők elé álló Mr. Interlocotur (a szóvivő) a társulat két megszemélyesítőjével, Mr. Tambóval, Mr. Bonesszal tréfás bemutatkozót tartott. A második részben a társulat tagjai mutatták be produkciójukat, ének-, vagy táncszámokat. A harmadik részben a bemutatott produkciókat burleszkszerűen kifigurázták, egymás számait karikírozták. A műsort énekes táncszám fejezte be, az úgynevezett break down. 

## Zene és tánc
Eredetileg a minstrel-zene az európai hagyományokra, az angol, ír és skót népzenére épült. Vitathatónak tartják, mennyire gyökeredzik az afroamerikai zenéből. A minstrelekben utánozták a négerek dalait – ilyen volt például a coon song –, viszont a dalok és táncok egy része autentikusan afroamerikai eredetű, az 1870-es évekre pedig az előadásokba bekerült az egyértelműen afroamerikai eredetű spirituálé is jubilees néven.
Az előadásokon a legkülönbözőbb hangszerek felhangzottak, gitár, pergő dob – az akrobatikus mutatványok aláfestéseként –, a fekete muzsikusok kezdetben a maguk által készített hangszereken, pl. bendzsón játszottak. A minstrel show fénykorában akár teljes rezes együttes, ütősökkel is kiegészítve kísérte a produkciót. A néger táncosoknak a műsorba történő beillesztése a táncaiknak későbbi társasági tánccá válását készítette elő, mint pl. a cakewalk.
A minstrel show és a jazz közös gyökerei is felismerhetők, mindkettő lényege a megismételhetetlen egyediség, a kollektív improvizáció. A négerek által a 20. század elején alapított minstrel együtteseknek a szerepe a jazz elterjesztésében is jelentősnek számít. Néhány jazz- és bluesénekesnek pályája elején a minstrel show nyújtott megélhetést, köztük Jelly Roll Morton, Fats Waller, W. C. Handy, Ma Rainey és  Bessie Smith.